# Alison Eastwood
Alison Eastwood (Carmel-by-the-Sea, California; 22 de mayo de 1972) es una actriz, directora de cine, modelo y diseñadora de moda estadounidense.

## Biografía
Alison es hija de Maggie Johnson y de Clint Eastwood. Tiene un hermano, Kyle Eastwood, y siete medios hermanos por parte de padre; Laurie Murray, Kimber Lynn Eastwood, Scott Eastwood, Kathryn Eastwood, Francesca Eastwood y Morgan Eastwood.
Eastwood asistió a la Escuela Santa Catalina en Monterrey, California, y a la Escuela Stevenson en Pebble Beach. Cuando ella tenía dieciocho años, en 1990, Eastwood se matriculó en la Universidad de Santa Bárbara (no graduada) para estudiar actuación.

## Carrera
Eastwood realizó varios papeles de actuación profesionales durante su infancia y preadolescencia, haciendo su debut (no acreditada) a la edad de siete años en Bronco Billy. A la edad de once años tuvo un importante papel en la cinta de suspenso Tightrope (1984). También ha trabajado como una modelo de revistas en París, posando para varias revistas de moda europeas y para Vogue (edición de Estados Unidos). En febrero de 2003, posó desnuda para Playboy.
Más adelante, Eastwood volvió a aparecer en la pantalla. Sus créditos cinematográficos incluyen Medianoche en el jardín del bien y del mal (1997), Just a Little Harmless Sex (1998), Black and White (1999),  Friends & Lovers (1999), If You Only Knew (2000), Power Play (2003), Poolhall Junkies (2003), I'll Be Seeing You (2004), y Once Fallen (2010).
Eastwood hizo su debut como directora con Rails & Ties (2007), protagonizada por Kevin Bacon y Marcia Gay Harden.
Tiene su propia línea de ropa, llamada Eastwood Ranch Apparel.
Es la fundadora de la Fundación Eastwood Ranch, que "proporciona apoyo y asistencia financiera a los santuarios de animales, grupos de rescate y refugios responsables de la vida o el cuidado temporal de los animales que necesitan un hogar".
En la pequeña pantalla, apareció en el programa televisivo de Nat Geo Wild, Animal Intervention. También ha aparecido en el reality Chainsaw Gang. Su marido es el escultor Stacy Poitras, con quien se casó el 15 de marzo de 2013.

## Filmografía
| Año  | Título                                  | Papel                   | Notas                    |
| ---- | --------------------------------------- | ----------------------- | ------------------------ |
| 1980 | Bronco Billy                            | Niña en el orfanato     | No acreditada            |
| 1984 | Tightrope                               | Amanda Block            |                          |
| 1997 | Absolute Power                          |                         |                          |
| 1997 | Midnight in the Garden of Good and Evil | Mandy Nicholls          |                          |
| 1998 | Just a Little Harmless Sex              | Laura                   |                          |
| 1998 | Suicide, the Comedy                     | Amanda                  |                          |
| 1999 | Breakfast of Champions                  | Maria Maritimo          |                          |
| 1999 | Friends & Lovers                        | Lisa                    |                          |
| 1999 | Black and White                         | Lynn Dombrowsky         | Película para televisión |
| 2000 | The Spring                              | Sophie Weston           | Película para televisión |
| 2000 | If You Only Knew                        | Samantha                |                          |
| 2002 | Poolhall Junkies                        | Tara                    |                          |
| 2002 | The Bend                                | Sue Morris              | Cortometraje             |
| 2002 | Power Play                              | Gabriella St. John      |                          |
| 2004 | I'll Be Seeing You                      | Patricia Collins        | Película para televisión |
| 2004 | They Are Among Us                       | Finley                  | Película para televisión |
| 2005 | Flatbush                                | Shellman                | Cortometraje             |
| 2005 | The Lost Angel                          | Detective Billie Palmer |                          |
| 2005 | Don't Tell                              | Raphael                 |                          |
| 2006 | X2                                      | Karen Max               | Película para televisión |
| 2006 | How to Go Out on a Date in Queens       | Karen                   |                          |
| 2006 | Waitin' to Live                         | Harriett Williams       |                          |
| 2007 | One Long Night                          | Wendy                   |                          |
| 2010 | x                                       | Kat                     |                          |
| 2011 | Henry                                   | Laura                   | Cortometraje             |
| 2013 | Shadow People                           | Sophie Lacombe          |                          |
| 2013 | Finding Harmony                         | Sam Colter              |                          |
| 2013 | C.R.U.                                  | Allison Doyle-Ewansiha  |                          |
| 2015 | Unity                                   | Narradora               | Documental               |
| 2018 | The Mule                                | Iris Stone              |                          |